# WTA Bayonne
Das WTA Bayonne (offiziell: Open Whirlpool - Ville de Bayonne) war ein Tennisturnier der WTA Tour, das in der französischen Stadt Bayonne ausgetragen wurde.

## Siegerliste

### Einzel
| Jahr                   | Siegerin                  | Finalgegnerin     | Ergebnis       |
| ---------------------- | ------------------------- | ----------------- | -------------- |
| ↓ Kategorie: Tier V ↓  |                           |                   |                |
| 1989                   | Katerina Maleewa          | Conchita Martínez | 6:2, 6:2       |
| 1990                   | Nathalie Tauziat          | Anke Huber        | 6:3, 7:68      |
| ↓ Kategorie: Tier IV ↓ |                           |                   |                |
| 1991                   | Manuela Maleeva-Fragnière | Leila Mes’chi     | 4:6, 6:3, 6:4  |
| 1992                   | Manuela Maleeva-Fragnière | Nathalie Tauziat  | 6:74, 6:2, 6:3 |

### Doppel
| Jahr                   | Siegerinnen                        | Finalgegnerinnen                    | Ergebnis         |
| ---------------------- | ---------------------------------- | ----------------------------------- | ---------------- |
| ↓ Kategorie: Tier V ↓  |                                    |                                     |                  |
| 1989                   | Manon Bollegraf Catherine Tanvier  | Elna Reinach Raffaella Reggi        | 7:6, 7:5         |
| 1990                   | Louise Field Catherine Tanvier     | Jo-Anne Faull Rachel McQuillan      | 7:63, 6:75, 7:65 |
| ↓ Kategorie: Tier IV ↓ |                                    |                                     |                  |
| 1991                   | Patricia Tarabini Nathalie Tauziat | Rachel McQuillan Catherine Tanvier  | 6:3, 0:0 Aufgabe |
| 1992                   | Linda Ferrando Petra Langrová      | Claudia Kohde-Kilsch Stephanie Rehe | 1:6, 6:3, 6:4    |